# 金門女
《金門女》（英語：Golden Gate Girl）是一部講述美國舊金山華僑社區的一段愛情悲劇的粵語電影。 

## 放映記錄
- 美國舊金山
  - 1941年5月15日（星期四）首映於大中華戲院（Great China Theatre）[1]。

## 演員表
- 曹綺文先飾女學生；後飾該名女學生的私生女（成人）；
- 黃鶴聲飾演一名由中國到美國舊金山演出的粵劇伶人；
- 關文清飾演該名女學生的頭腦守舊父親，經營一間古玩店；
- 陸雲飛飾演古玩店的廚師；
- 劉熾南飾演古玩店的肥胖售貨員；
- 李小龍反串飾演該名女學生的私生女（嬰兒）。

## 電影本事
在美國舊金山唐人街的一間古玩店裡，東主是一名頭腦非常守舊的老頑固，他認為女子應當三步不出閨門，因此禁止他的仍在求學中的獨生女兒在晚上外出欣賞粵劇，然而在古玩店工作的肥胖售貨員幫助下，他的女兒暗中外出，到戲院去觀賞粵劇，並認識一位從中國來的粵劇伶人，更與其偷嚐禁果。結果東窗事發，他憤怒地把女兒逐出家門，解僱那肥胖售貨員，進升廚師接替其職位。女兒遂與粵劇伶人結合，然而粵劇伶人被舊金山華僑社區排斥而失去工作，被逼返回中國。女兒此時已珠胎暗結，產下一名女嬰後便逝世。肥胖售貨員與廚師盡力照顧那名可憐的孤女。然而古玩店主連廚師亦都解僱，兩人遂聯合經營一間洗衣店，養大那女嬰，…，女嬰長大後，與其母的樣子一樣，參加宣傳抗擊日本侵略中華民國的「一碗飯運動」，四出募捐及表演，感動了古玩店主，捐出三千美元，並接受這位外孫女。

## 其他海外華僑製作的電影
- 1927年默片《新客》，新加坡「南洋劉貝錦自製影片公司」；
- 1928年默片《男子的心》，馬來亞森美蘭芙蓉市「光光影片公司（光光製片公司）」；
- 1933年粵語片《湄江情浪》，泰國曼谷「暹羅聯合影片公司」；
- 1933年粵語片《歌侶情潮》，美國舊金山「美國大觀公司」。